# لنگمک (دهانه)
لنگمک یک دهانه برخوردی در ماه‌ است.

## دهانه‌های اقماری
این دهانه ۳ دهانه اقماری دارد.
| Langemak | عرض جغرافیایی | طول جغرافیایی | قطر           |
| -------- | ------------- | ------------- | ------------- |
| X        | ۶.۶° S        | ۱۱۷.۵° E      | ۴۷.۰ کیلومتر  |
| Z        | ۵.۶° S        | ۱۱۹.۳° E      | ۲۷.۰ کیلومتر  |
| N        | ۱۲.۹° S       | ۱۱۹.۰° E      | ۱۲۶.۰ کیلومتر |